# Kuldīga
Kuldīga er en by i det vestlige Letland, med et indbyggertal på 11768 . Byen ligger i Kuldīgas distrikt, ved bredden af floden Venta.

## Kendte bysbørn
- Aivis Ronis – diplomat og minister
- Max Weinreich – sprogforkser